# The Album
The Album — п'ятий альбом шведського гурту ABBA, випущений в 1977 році.

## Список композиції

### Сторона A
1. «Eagle» (Андерссон, Ульвеус) — 5:53
2. «Take A Chance On Me» (Андерссон, Ульвеус) — 4:03
3. «One Man One Woman» (Андерссон, Ульвеус) — 4:37
4. «The Name Of The Game» (Б. Андерссон, Стіґ Андерссон, Ульвеус) — 4:53 (3:55 на першому виданні CD 1997 року)

### Сторона Б
1. «Move On» (Андерссон, Ульвеус) — 4:45
2. «Hole In Your Soul» (Андерссон, Ульвеус) — 3:43

The Girl With The Golden Hair — 3 сцени з міні-мюзікла:
1. «Thank You For The Music» (Андерссон, Ульвеус) — 3:51
2. «I Wonder (Departure)» (Андерссон, Ульвеус) — 4:34
3. «I'm A Marionette» (Андерссон, Ульвеус) — 4:05